# Estação de Shin-Isesaki
A Estação de Shin-Isesaki (新伊勢崎駅, Shin-Isesaki-eki, em japonês) é uma estação de trem localizada no distrito comercial de Isesaki, Gunma Prefeitura, Japão.

## Linhas
Tobu Railway
 Linha Tobu Isesaki [ja] (TI-24)

## História
A estação abriu em 27 de março de 1910.
A partir de 17 de março de 2012, a numeração das estações foi introduzida em todas as linhas de Tōbu, com a estação Shin-Isesaki se tornando "TI-24".
Novas plataformas elevadas e um novo edifício da estação foram colocados em uso a partir de 19 de outubro de 2013.

## Layout da estação

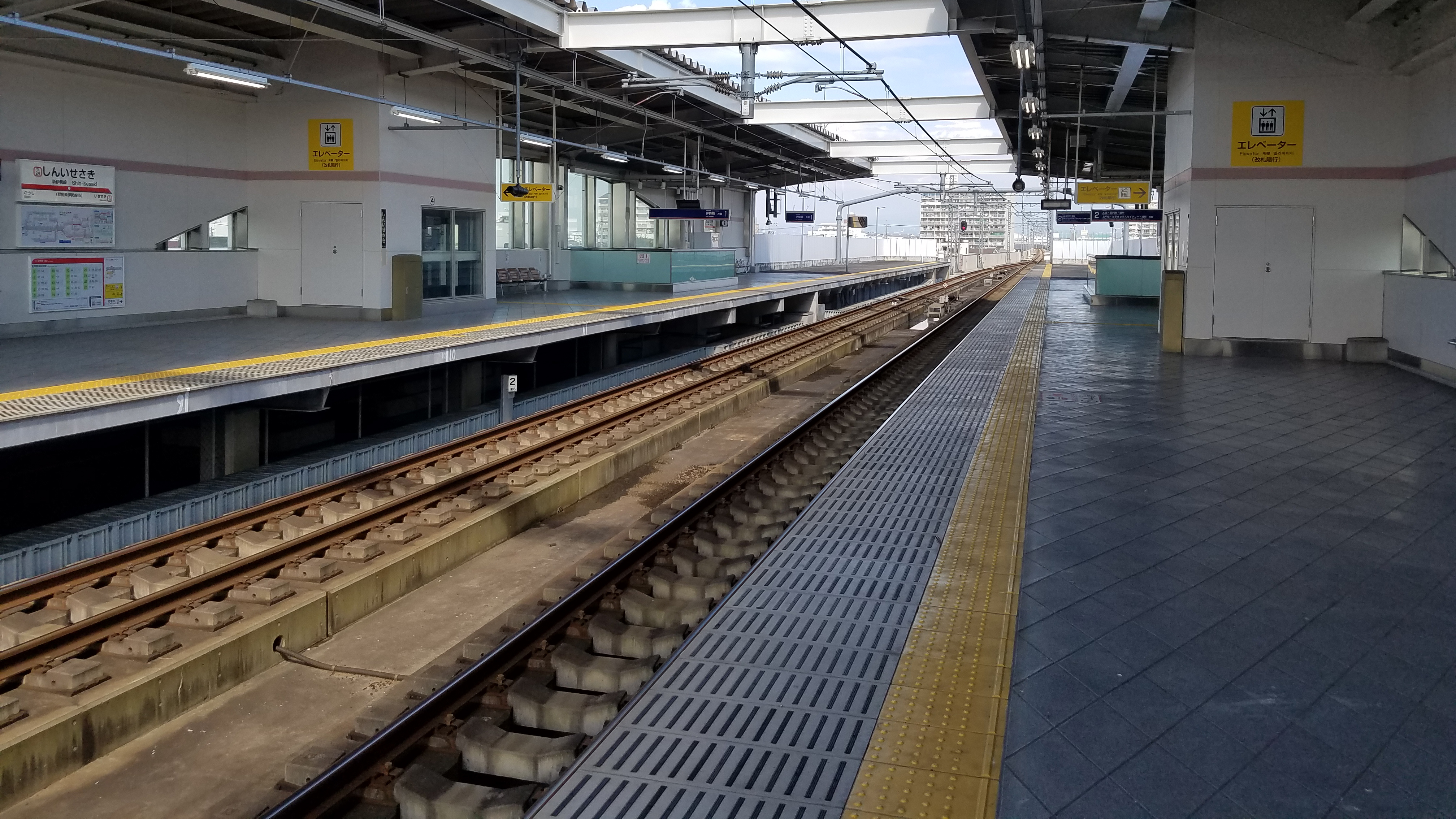
Plataformas

A Estação Shin-Isesaki tem duas plataformas laterais elevadas, com o prédio da estação embaixo.

### Plataformas
| Plataformas | Linha              | Direção  | Destino                            |
| ----------- | ------------------ | -------- | ---------------------------------- |
| 1           | Linha Tobu Isesaki | Descendo | por Isesaki                        |
| 2           | Linha Tobu Isesaki | Subindo  | por Ōta, Ashikagashi e Tatebayashi |

## Instalações ao redor da estação
- MASOOM HALAL FOOD
- Beisia [ja] IS Isesaki
  - Cainz [ja]
- Sede do Banco IO Shinkin [ja]
- Edifício NTT leste do Japão [ja] Isesaki
- Anytime fitness [ja]